# رقاع أزغب
رِقَاع أزغب هي شجيرته من جنس رقاع في الفصيلة الأزدرختية. شجيرته تعلو نحو ٤ أمتار. خشبه صديد الصلابة أسمر اللون فاخر الصنف.